# 艾迪·優素福
馬克蘇迪·「艾迪」·優素福（1931年4月3日—2003年3月15日），出生於泗水，印尼前男子羽球運動員。
艾迪·優素福在1958年和1961年代表印尼參加湯姆斯盃，兩次都贏得冠軍。在1958年湯姆斯盃挑戰三屆冠軍馬來亞隊的比賽中，他以第三單打的身份出場，以6:15、15:10和15:8的比分贏了馬來亞的阿布杜拉·皮魯茲。在1961年湯姆斯盃面對泰國隊的挑戰賽中，他以18:14和15:7戰勝了Narong Bhornchima。印尼隊在這兩場比賽都是以6-3獲勝。